# Jordan Roy
Jordan Roy, artiestennaam van Jordy van Toornburg (Rotterdam 1989), is een Nederlands zanger.
Jordy van Toornburg studeerde af aan Codarts, het Rotterdams Conservatorium, in 2011. Hij is medeoprichter en zanger in de popgroep Adlicious, de uiteindelijke runner-up van het vierde seizoen van de Nederlandse versie van X Factor.
Als Jordan Roy werd hij bekend na zijn deelname aan het zevende seizoen van The voice of Holland dat liep in het najaar 2016 en begin 2017. Daar haalde hij de laatste afleveringen evenwel niet. Hij is buiten televisieoptredens professioneel actief als zanger en vocal coach. In september 2018 was hij ook een van de vocal coaches voor de kandidaten in het televisieprogramma The Talent Project van RTL 4. Van november 2018 t/m maart 2019 toerde Jordan Roy langs de Nederlandse theaters met meer dan veertig voorstellingen van de theatershow Freedom, een muzikaal eerbetoon aan George Michael waar nummers uit diens solo-carrière als hits van Wham! aan bod kwamen.